# Howard Walter Florey
Sir Howard Walter Florey, Baron Florey (24. září 1898 – 21. února 1968) byl australský patolog a farmakolog. V roce 1945 mu byla spolu s A. Flemingem a E. B. Chainem udělena Nobelova cena za fyziologii a medicínu za objev penicilinu.

## Ocenění
V roce 1941 byl zvolen členem („fellow“) Královské společnosti, která mu v roce 1951 udělila Královskou medaili, a v roce 1957 Copleyho medaili. V roce 1960 byl jako vůbec první Australan zvolen prezidentem Royal Society. V roce 1945 získal Listerovu medaili. v roce 1964 byl zvolen členem Americké akademie umění a věd. Od roku 1964 do roku 1966 byl kancléřem Australské národní univerzity, žil ale v Anglii.
V roce 1944 byl povýšen do rytířského stavu, v roce 1965 mu byl udělen titul Baron Florey, of Adelaide im Commonwealth of Australia und of Marston im County of Oxfordshire a stal se doživotním peerem. Ve stejném roce mu byl udělen Řád Za zásluhy.
Dne 22. ledna 2009 pojmenovala Mezinárodní astronomická unie měsíční kráter ležící jihozápadně od kráteru Peary a severozápadně od kráteru Byrd jeho jménem.